# ذن

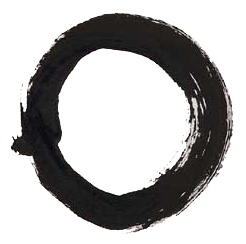
نماد ذن

ذِن (به انگلیسی: Zen) یک شیوهٔ اندیشیدن و زندگی کردن است که ریشه در آیین بودایی دارد، اما بیشتر به شکل خاصی از مراقبه و آگاهی در لحظه شناخته می‌شود. در ذن، تمرکز بر این است که ذهن را از افکار اضافی و داوری‌های پی‌درپی خالی کنیم و توجه کامل را به زمان حال بدهیم. هدف آن رسیدن به آرامش درونی، شناخت خود و درک مستقیم واقعیت است، نه از راه مطالعه یا منطق، بلکه از راه تجربهٔ بی‌واسطه.
در تمرین‌های ذن، افراد اغلب در سکوت می‌نشینند، نفس می‌کشند، و به احساس‌ها و افکار خود نگاه می‌کنند بدون اینکه به آن‌ها بچسبند یا درباره‌شان قضاوت کنند. در ذن، حقیقت در همین لحظهٔ اکنون پنهان است، و اگر ذهن شلوغ و پر از گذشته و آینده باشد، آن حقیقت دیده نمی‌شود. برای همین، ذن تمرینی است برای ساده‌تر دیدن، کمتر گفتن، و بیشتر بودن.
ذن نه یک مکتب پیچیدهٔ فلسفی است و نه نیازی به باورهای خاص دارد. بیشتر شبیه راهی است برای نگاه متفاوت به زندگی؛ راهی که در آن سکوت، سادگی، حضور و پذیرش، جای فکر زیاد و درگیری ذهنی را می‌گیرد.

## جزئیات
ذن مکتبی ماهایانه در مذهب بودایی است که در دوران تانگ در چین پدیدار شده و تأکید فراوانی بر تفکر لحظه به لحظه و ژرف‌نگری به ماهیت اشیا جانداران و… به وسیله تجربه مستقیم دارد. این مکتب معمولاً تعالیم خود را به صورت‌هایی از مقایسهٔ تناقضات دو چیز می‌آموزد که این دقیقاً چیزی شبیه کاریست که در دائوئیسم و مفهوم یین و یانگ صورت می‌پذیرد.

## مراقبه در ذن
ذن را می‌توان مراقبه‌ای (مدیتیشنی) ناظر بر چهار لایه شرح داد:
1. لایه نخست شاهد بودن بر محیط اطراف شامل صداها، بوها، نورها و احساس سرما و گرما است و نشستن یا خوابیدن و آرام گرفتن از محیط پیرامون
2. لایه دوم ناظر بودن بر ذهن است و آرام کردن ذهن و دور کردن پریشانی‌ها. به این معنی که با افکار و اندیشه‌ها ستیز نکنیم، از آن‌ها نگریزیم و آن‌ها را نام‌گذاری نکنیم (زشت/زیبا).
3. لایه سوم جسم است که بر تک تک نقاط بدن و وانهادگی و آرامش آن‌ها ناظر باشیم بدین معنی که هر بخش را یا از سر تا پایین یا از پایین تا سر یک به یک عضلات را منبسط و آزاد می‌کنیم.
4. لایه چهارم تنفس است که طی آن ریتم و آهنگ طبیعی تنفس را شاهد خواهیم بود به این صورت: ۴ ثانیه نفس کشیدن ۴ ثانیه حبس ۴ ثانیه بازدم ۴ ثانیه خنثی.

در مراقبهٔ ذن ممکن است به غیر از خیره نگری، ابزارهای دیگری مثل کوآن‌ها نیز به کار گرفته شوند. در کتاب «صدای یک دست» و «دروازهٔ بی دروازه» نمونه‌هایی از این کوآن‌ها به چشم می‌خورد.

## کوآن
کوآن‌ها داستان، گفتگو، پرسش یا بیاناتی هستند که استادان ذن برای شاگردان خود مطرح می‌کنند تا آن‌ها را با شک بزرگی مواجه نمایند و پیشرفت آنان را بسنجند. از بین مشهورترین متون ذن که مجموعه‌ای از کوآن‌های ذن در آن گنجانده شده است می‌توان به کهن نامهٔ «دروازهٔ بی دروازه» که مجموعه ای از ۴۸ کوآن ذن است و توسط استاد چینی ذن، مومون اکای در اوایل قرن ۱۳ گردآوری شده، اشاره نمود. به طور کلی کوان در ذن مکتب رینزای استفاده میشود و در مکتب سوتو بسیار کمتر استفاده میشود یا تقریبا از کوان برای آموزش بهره برده نمیشود.